# The Great Heep
The Great Heep is een geanimeerde televisiespecial die zich afspeelt in het Star Warsuniversum. De special is gebaseerd op de animatieserie Star Wars: Droids, en werd voor het eerst uitgezonden op 7 juni 1986.

## Verhaal
C-3PO en R2-D2 reizen af naar Biitu om hun nieuwe meester, Mungo Baobab, te ontmoeten. Onderweg wordt hun ruimteschip gekaapt door Monsoids, en de twee raken elkaar kwijt. C-3PO belandt op Biitu, alwaar hij te werk wordt gesteld voor The Great Heep: een kwaadaardige droid die zichzelf heeft gebouwd uit restanten van andere droids. Hij is bezig al het vocht van de planeet af te tappen. R2-D2 daarentegen wordt behandeld als een vorst in de droidharem van de Heep. Hij krijgt hier zelfs een vriendin: KT-10, een roze eivormige droid. Wat R2 niet weet is dat hij en de andere robots in de harem slechts door de Great Heep zijn verzameld zodat hij hun olie kan absorberen.

## Rolverdeling
- Anthony Daniels als C-3PO
- Long John Baldry als The Great Heep
- Winston Rekert als Mungo Baobab
- Graeme Campbell als Admiraal Screed
- Melleny Brown als Darva
- Noam Zylberman als Fidge
- Dan Hennessey als Kapitein Cag/omroeper